# Žemyna
Žemyna è una divinità della terra nell'ambito della mitologia baltica. Per le sue caratteristiche, rassomiglia a Gaia e a Demetra.

## Aspetto, forme e attributi
Impersonifica sia la fertilità che la Madre Terra, e quindi governa le nascite, le riproduzioni e i rinnovamenti della natura, dell'uomo e degli animali.
La divinità appartiene ai culti precristiani e quindi ad un periodo precedente al XII secolo, sebbene è possibile che sia stata venerata anche successivamente.
Il rituale officiato è molto rigido e prevede una sequenza di offerte, di canti, di preghiere, di atti simbolici, ben precisa che deve essere rispettata alla lettera.
Il cibo offerto consiste in pane, birra, animali (tra cui uccelli e maiali).
La Madre Terra veniva venerata nei picchi montani contenenti grandi massi, in quanto la pietra rappresenta simbolicamente un punto di forza e di potere della terra.
La divinità ascolta le invocazioni, risolve le questioni e i problemi e punisce i trasgressori.
Secondo un'antica tradizione popolare, per ufficializzare un giuramento era necessario tenere in mano una zolla di terra oppure mangiarne un frammento.